# Anthocleista laxiflora
Anthocleista laxiflora är en gentianaväxtart som beskrevs av John Gilbert Baker. Anthocleista laxiflora ingår i släktet Anthocleista och familjen gentianaväxter. Inga underarter finns listade i Catalogue of Life.